# Hey Whatever
«Hey Whatever» es un sencillo de Westlife lanzado el 15 de septiembre del 2003. Es una versión de "Rainbow Zephyr", de la banda irlandesa Relish. La letra fue alterada ligeramente y el título de la canción fue cambiado.

## Listado

### CD1
1. Hey Whatever (Sencillo Remix)
2. I Won't Let You Down
3. Hey Whatever (Video)

### CD2
1. Hey Whatever (Sencillo Remix)
2. Singing Forever
3. Tonight (Metro Mix - Video)
4. Hey Whatever (Making Of The Video)

## Posiciones en las listas
| Lista                        | Mejor posición |
| ---------------------------- | -------------- |
| Austria, Singles Chart       | 48             |
| Dinamarca, singles chart     | 2              |
| Holanda, Singles Chart       | 30             |
| Europa, Singles Chart        | 15             |
| Alemania, Airplay Chart      | 21             |
| Alemania, Singles Chart      | 22             |
| Irlanda, Singles Chart       | 2              |
| Nueva Zelanda, Singles Chart | 39             |
| Suecia, Singles Chart        | 5              |
| Suiza, Singles Chart         | 53             |
| R.Unido, UK Singles Chart    | 4              |
| R.Unido, Radio Airplay Chart | 11             |